# جوستين تابس
جوستين تابس (بالإنجليزية: Justin Tubbs)‏ مواليد 19 نوفمبر 1987 في برمنغهام، هو لاعب كرة سلة أمريكي. بدأ مسيرته الاحترافية في سنة 2011. يلعب مع نادي الشمال في الدوري القطري لكرة السلة كلاعب هجوم خلفي. يحمل الرقم 5. يبلغ طوله 6 قدم 3 بوصة (1.9 م).

## المسيرة الاحترافية
لعب مع إس بي أو روان باسكت في الدوري الفرنسي في سنة 2014، ثم لعب مع كرايلسهايم مرلينز في الدوري الألماني في سنة 2014، ثم لعب مع هاليفاكس رينمين في سنة 2014، ثم لعب مع نادي بانيونيس لكرة السلة في موسم 2014–2015.

## روابط خارجية
- جوستين تابس على موقع كرة السلة الأوروبية.كوم (الإنجليزية)
- جوستين تابس على موقع كلية كرة السلة في سبورتس رفرنس.كوم (الإنجليزية)
- جوستين تابس على موقع ريلجم (الإنجليزية)
- جوستين تابس على موقع بروبوليرز (الإنجليزية)